# 넘어라! 라쿠텐 이글스
〈넘어라! 라쿠텐 이글스〉(越えろ! 楽天イーグルス 코에로 라쿠텐이그루스[*])는 ℃-ute의 싱글이다. 2008년 3월 20일에 발매됐다.

## 개요
- 라쿠텐 이글스 공식 스토어, 헬로! 프로젝트 공식 샵에서만 발매됐다.
- ℃-ute 콘서트 투어 2008 여름 ~잊고 싶지 않은 여름~에서도 라쿠텐 구단의 본처지인 미야자키 현의 Zepp Sendai 공연과, 프로 야구의 프랜차이즈 지구가 되어있지 않은 시즈오카 액트 시티 하마마츠 공연, 군마 마에바시 시민 문화회관 공연에서도 선보였다. 또, 해당 투어의 DVD에서는 마에바시 공연에서 보인 것이 특별 수록됐다.

## 수록곡
| #  | 제목                                               | 작사·작곡 | 편곡 | 재생 시간 |
| -- | -------------------------------------------------- | --------- | ---- | --------- |
| 1. | 〈넘어라! 라쿠텐 이글스〉 (越えろ! 楽天イーグルス) | 츤쿠      |      |           |
| 2. | 〈넘어라! 라쿠텐 이글스 (Instrumental)〉           |           |      |           |

## 미디어에서의 사용
| 노래                  | 사용된 곳                             |
| --------------------- | ------------------------------------- |
| 넘어라! 라쿠텐 이글스 | 2008년 시즌 라쿠텐 이글스 공식 응원가 |